# Руй Бенту
Руй Бенту (порт. Rui Bento, нар. 4 січня 1972, Сілвеш) — португальський футболіст, що грав на позиції захисника. По завершенні ігрової кар'єри — тренер.
Виступав, зокрема, за клуби «Боавішта» та «Спортінг», а також збірну Португалії.

## Клубна кар'єра
Народився 4 січня 1972 року в місті Сілвеш. Розпочав займатись футболом у рідному місті, а 1987 року опинився в академії «Бенфіки». У її складі 29 вересня 1991 року дебютував у португальській Прімейрі у грі проти «Торренсе» (3:1) і до кінця сезону зіграв у 24 іграх.
Після закінчення свого дебютного сезону 1992 року Руй перейшов у «Боавішта», в складі якої провів наступні дев'ять сезонів, взявши участь у 242 матчах чемпіонату. Більшість часу, проведеного у складі «Боавішти», був основним гравцем захисту команди. З клубом він завоював Кубок Португалії у 1997 році, а також допоміг команді вперше в історії виграти чемпіонат Португалії у 2001 році.
У тому ж році він перейшов в столичний «Спортінг», де став виступати із своїм однофамільцем Паулу Бенту, з яким вони боролись за місце в основі. У першому ж сезоні за новий клуб, Руй вдруге у кар'єрі завоював Кубок і виграв чемпіонат Португалії, а також втретє здобув національний Суперкубок.
2004 року Бенту перейшов у клуб третього дивізіону «Академіку» (Візеу), де став граючим тренером незабаром і завершив ігрову кар'єру.

## Виступи за збірні
1991 року у складі юнацької збірної Португалії до 20 років став переможцем домашнього молодіжного чемпіонату світу, взявши участь у 6 іграх на турнірі.
Протягом 1991—1994 років залучався до складу молодіжної збірної Португалії, з якою став срібним призером молодіжного чемпіонату Європи 1994 року у Франції. Всього на молодіжному рівні зіграв у 17 офіційних матчах.
1996 року захищав кольори олімпійської збірної Португалії на Олімпійських іграх 1996 року в Атланті, зігравши у шести матчах і допоміг команді зайняти четверте місце.
1991 року дебютував в офіційних матчах у складі національної збірної Португалії у відбірковому матчі чемпіонату Європи 1992 року проти збірної Греції (1:0). Протягом кар'єри у національній команді, яка тривала 11 років, провів у її формі 6 матчів.

## Кар'єра тренера
Розпочав тренерську кар'єру відразу ж по завершенні кар'єри гравця, 2005 року, очоливши тренерський штаб клубу «Баррейренсі», а у 2006–2007 роках тренував «Пенафіел».
2008 року став головним тренером «Боавішти», але під його керівництвом команда у сезоні 2008/09 вилетіла з другого дивізіону, зайнявши передостаннє місце.
У липні 2009 року Бенту був призначений головним тренером юнацької збірної Португалії до 17 років, яку вивів на Юнацький чемпіонат Європи 2010 року у Ліхтенштейні, але на самому турнірі підопічні Бенту не змогли вийти з групи, здобувши лише одну перемогу у трьох матчах.
2 березня 2011 року Бенту прийняв пропозицію попрацювати у клубі вищого дивізіону «Бейра-Мар», зайнявши місце Леонардо Жардіма. Бенту вдалося врятувати команду від вильоту за підсумками сезону 2010/11, зайнявши 13 місце, але по ходу наступного сезону 26 лютого 2012 року він був звільнений від своїх обов'язків і залишив клуб з Авейру.
В січні 2004 року очолив тайський клуб «Бангкок Юнайтед», але вже у квітні був звільнений з посади.
6 жовтня 2015 року Бенту повернувся до найвищого дивізіону Португалії, змінивши Вітора Панейру на чолі «Тондела», підписавши угоду до кінця сезону 2015/16. Однак вже 8 грудня він пішов з команди за взаємною згодою, здобувши з командою лише одно очко у п'яти іграх, через що клуб опустився на останню позицію.
| Дата       | Місто        | Господарі  | Результат | Гості      | Турнір            | Голи | Примітки |
| ---------- | ------------ | ---------- | --------- | ---------- | ----------------- | ---- | -------- |
| 20-11-1991 | Лісабон      | Португалія | 1 – 0     | Греція     | Відбір до ЧЄ 1992 | -    |          |
| 15-01-1992 | Торреш-Новаш | Португалія | 0 – 0     | Іспанія    | товариський матч  | -    |          |
| 26-01-1995 | Торонто      | Канада     | 1 – 1     | Португалія | Skydome Cup 1995  | -    |          |
| 29-01-1995 | Торонто      | Данія      | 0 – 1     | Португалія | Skydome Cup 1995  | -    |          |
| 08-09-1999 | Бухарест     | Румунія    | 1 – 1     | Португалія | Відбір до ЧЄ 2000 | -    |          |
| 25-01-2001 | Сен-Дені     | Франція    | 4 – 0     | Португалія | товариський матч  | -    |          |
| Усього     |              | Матчів     | 6         |            | Голів             | 0    |          |

## Титули і досягнення
- Чемпіон Португалії (2):

«Боавішта»: 2000–01
«Спортінг»: 2001–02
- Володар Кубка Португалії (2):

«Боавішта»: 1996–97
«Спортінг»: 2001–02
- Володар Суперкубка Португалії (2):

«Боавішта»: 1992, 1997
«Спортінг»: 2002
- Чемпіон світу (U-20): 1991